# Mary Ann Yates

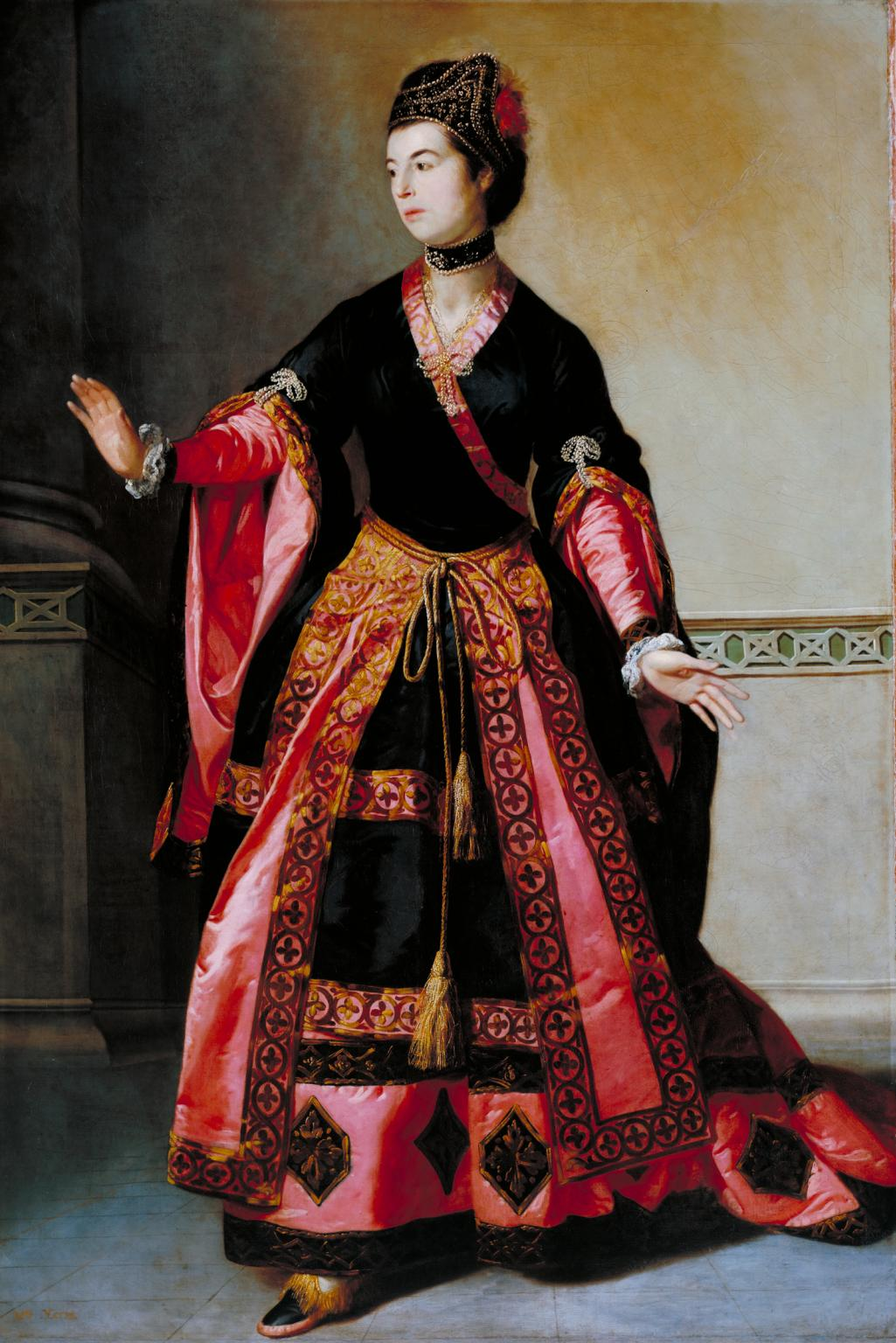
Mary Ann Yates (1765)

Mary Ann Yates, de soltera Graham (1728-1787), fue una de las más grandes actrices trágicas de su época en Inglaterra.

## Biografía

### Vida personal
Hija de William Graham, un administrador de un barco y su esposa, Mary. Nació en 1728 en Birmingham, aunque otras versiones indican que nació en 1737 en Londres. Ella se casó con Richard Yates (c. 1706-1796), un conocido cómico de la época. 

### Carrera
Su primera puesta en escena conocida en Londres, como Sra. Graham, la realizó 25 de diciembre de 1753, a los veintitrés años, en el teatro Drury Lane interpretando el personaje de Marcia, un papel original, en una obra titulada Virginia de Samuel Crisp. David Garrick interpretó el papel de Virginius. Poco a poco le fueron concedidos los papeles principales en muchas obras y sucedió a la entonces actriz famosa Susannah Maria Cibber como la actriz trágica más destacada de esa época en el territorio inglés. Más tarde fue reemplazada y eclipsada por Sarah Siddons. Murió el 3 de mayo de 1787 de hidropesía, y fue enterrada junto a sus padres en la iglesia de Richmond en Inglaterra.